# Michael Perry
Michael Perry OFM (ur. 7 czerwca 1954 w Indianapolis) – amerykański duchowny, franciszkanin, 2013–2021 minister generalny Zakonu Braci Mniejszych, od 2014 członek Kongregacji ds. Ewangelizacji Narodów.

## Życiorys
Do Zakonu Braci Mniejszych wstąpił 25 czerwca 1977, śluby czasowe złożył 11 sierpnia 1978, a uroczyste 10 października 1981 w Prowincji Najświętszego Serca Pana Jezusa. Święcenia prezbiteratu otrzymał 2 czerwca 1984.
W swojej prowincji pełnił funkcje formatora, a następnie ministra prowincjalnego. Był członkiem międzynarodowej Komisji Pokoju, Sprawiedliwości i Ochrony Środowiska. Przez dziesięć lat przebywał na misjach w Demokratycznej Republice Kongo. Pełnił również posługę w Catholic Relief Services Konferencji Biskupów Katolickich USA.
W jego dorobku akademickim znajduje się bakalaureat z historii i filozofii (Bachelor of Arts, licencjat nauk humanistycznych), magisterium z teologii na temat formacji kapłańskiej (Master of Divinity), magisterium z misjologii i doktorat z antropologii religii, uzyskany na Uniwersytecie Birmingham w Wielkiej Brytanii.
W 2009 został wikariuszem generalnym Zakonu. Po nominacji ministra generalnego José Rodrígueza Carballo na arcybiskupa, 22 maja 2013 przejął z wyboru urząd ministra generalnego dla dopełnienia sześciolecia, tj. do kapituły generalnej w 2015. 21 maja 2015 na kapitule generalnej w Asyżu nastąpił jego ponowny wybór. Był 120. następcą św. Franciszka z Asyżu. Jego następcą został w 2021 Massimo Fusarelli.